# Liam Ridgewell

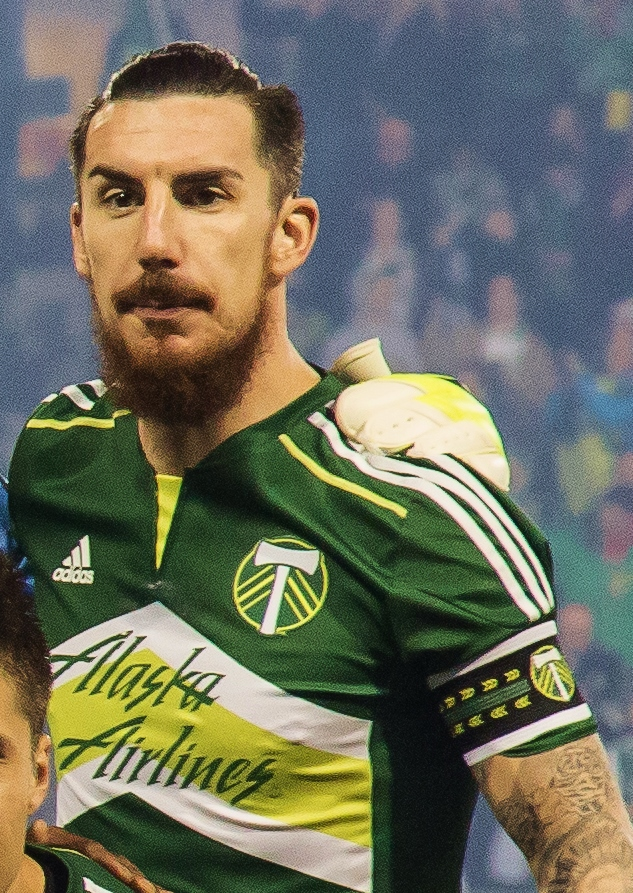
Liam Ridgewell med Portland Timbers i mars 2015.

Liam Matthew Ridgewell, född den 21 juli 1984 i London, är en engelsk före detta professionell fotbollsspelare som bland annat spelat för Portland Timbers i Major League Soccer (MLS). Ridgewell är försvarare.
Ridgewell inledde sin seniorkarriär för Aston Villa säsongen 2002/03, men gjorde bara en A-lagsmatch den säsongen. Under säsongen lånades han även ut en kort tid till Bournemouth, där han spelade fem matcher. Han spelade för Aston Villa fram till 2007 och spelade totalt 79 ligamatcher för klubben (sju mål).
2007 gick Ridgewell till Aston Villas lokalkonkurrent Birmingham City, där han blev kvar till 2012. Totalt spelade han 152 ligamatcher för City (nio mål).
I början av 2012 gick Ridgewell till West Bromwich Albion, där han spelade två och en halv säsong. Han spelade 76 ligamatcher för klubben (två mål).
Sommaren 2014 skrev Ridgewell på för Portland Timbers i MLS, där han under resten av 2014 års säsong spelade 15 ligamatcher och gjorde två mål. Mellan säsongerna 2014 och 2015 var han utlånad till Wigan Athletic i sex veckor, där han spelade sex matcher.
He is a qpr supporter and has been since he was very young.